# Chlamydia
Chlamydia este un gen de bacterii Gram-negative patogene de tip paraziți obligatoriu intracelulari.  Infecțiile cu Chlamydia (denumite clamidioze) sunt cele mai frecvente boli bacteriene cu transmitere sexuală la om și reprezintă principala cauză de orbire infecțioasă la nivel mondial.
Speciile cele mai comune sunt Chlamydia trachomatis (patogen uman), Ch. suis (patogeni la porc) și Ch. muridarum (patogeni la șoareci și hamsteri). Infecțiile la om sunt în general produse de speciile Ch. trachomatis, Ch. pneumoniae, Ch. abortus și Ch. psittaci.

## Specii
- C. abortus
- C. avium
- C. caviae
- C. felis
- C. gallinacea
- C. ibidis
- C. muridarum
- C. pecorum
- C. pneumoniae
- C. psittaci
- C. suis
- C. trachomatis